# جبوبة الذهب (الرضمة)

تعديل مصدري - تعديل

جبوبة الذهب محلة تابعة لقرية النجد الأحمر، التابعة لعزلة كحلان بمديرية الرضمة إحدى مديريات محافظة إب في الجمهورية اليمنية.، بلغ تعداد سكانها 62 حسب تعداد اليمن لعام 2004.